# Powiat Lauban

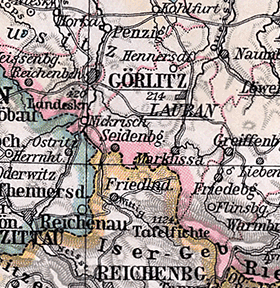
Kreis Lauban, 1905 r.

Powiat Lauban (niem. Kreis Lauban, pol. powiat lubański) – niemiecki powiat istniejący w okresie od 1816 do 1945 r. na terenie prowincji śląskiej.
Powiat Lauban utworzono w rejencji legnickiej pruskiej Prowincji Śląsk. W 1939 r. nazwę powiatu zmieniono na Kreis Lauban i. Schlesien. Od 1945 r. terytorium powiatu znajduje się pod administracją polską.
W 1910 r. powiat obejmował 139 gmin o powierzchni 518,96 km² zamieszkanych przez 72.423 osób.